# Cuerpo de Bomberos de Talcahuano

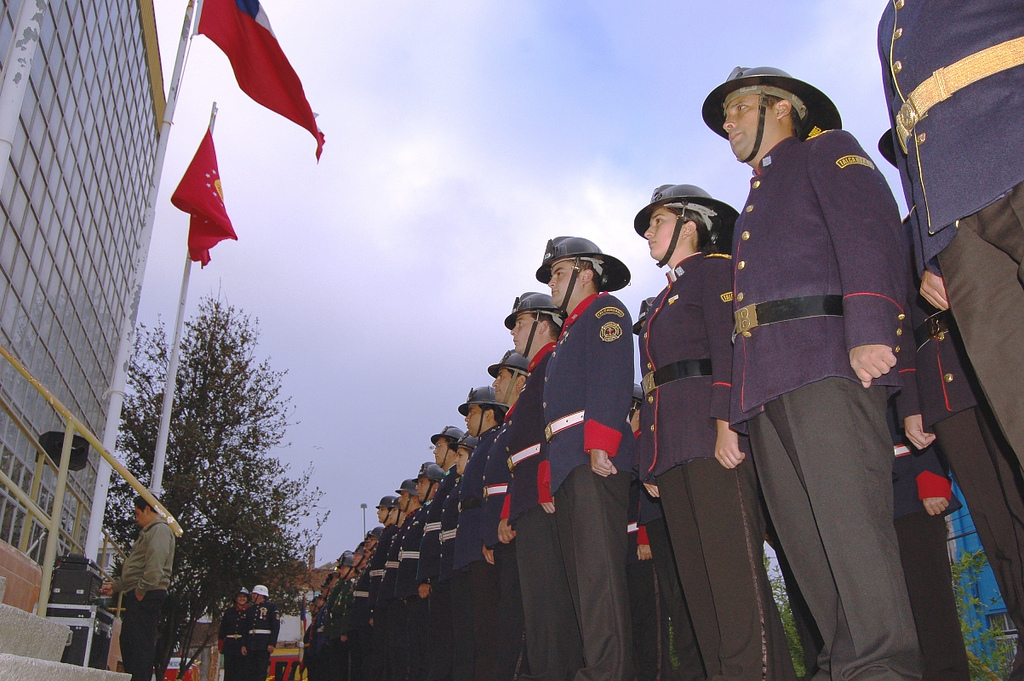
Formación de voluntarios del Cuerpo de Bomberos de Talcahuano (2011).

El Cuerpo de Bomberos de Talcahuano es una institución sin fines de lucro de servicio público, fundada el 16 de mayo de 1884 en el puerto chileno de Talcahuano.
Sigue la orgánica de todos los cuerpos de bomberos de Chile que se dividen en unidades más pequeñas llamadas compañías, cuenta con 10 compañías las cuales desarrollan diversas labores que van más allá de la extinción de incendios; como rescate vehicular, atención de emergencias con Materiales peligrosos, incendios forestales y marítimos son solo algunas de las múltiples labores que realiza actualmente el Cuerpo. Atiende como jurisdicción toda la comuna de Talcahuano.
Su superintendente es Jorge Peña Sandoval y su comandante es Manuel Calvo Ceballos. Su Cuartel General (provisorio) se encuentra ubicado en calle Gabriel Toro 175.

## Historia
Después de un gran incendio ocurrido en el año 1883 que afectó de forma grave principalmente almacenes y bodegas del puerto, con la consiguiente pérdida de valores, se vio la necesidad de contar cuanto antes con una institución capaz de prestar servicio en caso de incendio, los señores Eduardo Cornou Chabry y Juan Martínez Ramos, antiguos Bomberos de Valparaíso, residentes en Talcahuano, lanzan la idea de fundar una Compañía de Bomberos e inmediatamente iniciaron una activa campaña para ese fin. 

### Acta de Fundación 1ª Compañía
En Talcahuano, a 16 de mayo de 1884, a las 8:30 P.M., en los Salones del Club Talcahuano, nos reunimos en sesión preliminar los abajo nombrados, para echar las bases de la formación de la Primera Compañía de Bomberos de Agua.

Asisten a la reunión los señores Eduardo Cornou, Silvestre Coello, Alberto Trumbull, Rafael Fagalde, Daniel Morán, Ernesto Irigoyen, Daniel Súnico, Victor Cornou, David Fuentes, Carlos Herrera, Eduardo Pérez de Arce, Gabriel Toro, Eduardo Trumbull, Daniel Fargo, José Andrews, Juan Etchevers, Belisario Simonds, Juan Coello, José del Milagro Gajardo, Daniel Orfelino Peine, Astemio Peine, Guillermo Gamboa, Federico Keen, Antonio Martínez, Carlos Segundo Jullien, , Luis Aguilar, Silvestre Barrales, Juan Martínez Ramos, Juan Sosa, Candelario Reyes y José Morán.
Dada por iniciada la reunión, el Presidente Provisional nombrado con este objetivo, Señor David Fuentes, hizo una extensa exposición sobre los desastrosos resultados que dejaban en el Puerto los continuos incendios que últimamente se han producido,- dijo también- que los servicios que prestaban los remolcadores de la Armada Nacional no siempre eran lo suficientemente adecuados dada la configuración del Puerto, razón por la cual, debería irse de inmediato a la formación de una Compañía de Bomberos. 
Los presentes en esta reunión acogieron con todo entusiasmo las palabras del señor David Fuentes y estuvieron unánimemente de acuerdo en nombrar de inmediato la oficialidad que debería organizar esta tarea, pidiendo levantar la reunión por algunos minutos para ponerse de acuerdo sobre los nombres que llevarían a la votación.
Reabierta, se procedió a la votación, con el siguiente resultado:
- Director: Sr. David Fuentes.
- Capitán: Sr. Eduardo Cornou.
- Secretario: Sr. Daniel Súnico.
- Tesorero: Sr. Daniel Fargo.
- Teniente 1: Sr. Víctor Cornou.
- Teniente 2: Sr. Carlos 2º Jullien.
- Teniente 3: Sr. Juan Martínez Ramos.
- Teniente 4: Sr. José Del Milagro Gajardo.

Después de este acto, se acordó por los asistentes que la oficialidad elegida, cite lo antes posible para darle vida definitiva a esta Primera Compañía de Bomberos.

Se levantó la sesión a las 10:30 P.M. firmando los asistentes.

El acta demuestra en la formación de la Primera Compañía, participó una gran parte la elite de la sociedad porteña de aquel tiempo.
Posteriormente se fueron fundando más compañías, conforme crecía la ciudad y aumentaban los habitantes. El Cuerpo de Bomberos de Talcahuano es una institución que se relaciona en forma íntima con la ciudad-puerto, por sus filas han pasado diputados, gobernadores, alcaldes y concejales y ha estado presente en todas las grandes emergencias y catástrofes de la comuna desde su fundación.
La Primera compañía formó en 1887 una brigada sanitaria para combatir la epidemia de cólera. 
En 1906 una delegación del Cuerpo acudió a combatir incendios luego del Terremoto de Valparaíso de 1906, trasladándose ahí por medio de un barco y con su material contraincendios. De forma parecida, se actuó en auxilio de la ciudad de Chillán luego del Terremoto de Chillán de 1939, despachando los carros de la tercera y sexta compañía, con materiales y víveres, al mando de la delegación estuvieron el 2º Comandante y el Capitán de la Primera Compañía.
La Primera y Cuarta Compañías, participaron en el Gran Incendio del Valparaíso el año 2014. En 2017 en la tormenta de fuego de Chile, todas las compañías de bomberos prestaron ayuda, en las zonas de Cauquenes, Portezuelo, Quillón, Florida, Hualqui, Chiguayante, Tome, Penco y Concepción.

## Composición
PRIMERA COMPAÑÍA "Eduardo Cornou Chabry" 
- Fundada el 16 de mayo de 1884.
- Ubicación: Sector Centro, Cuartel Provisorio Héroes de la Concepción 26
- Unidades: B-1, RH-1, F-1.
  - Subespecialidad: Incendios Forestales, Emergencias Marítimas.

SEGUNDA COMPAÑÍA "Zapadores" 
- Fundada el 8 de noviembre de 1888.
- Ubicación :Sector Brisa del Sol.
- Unidades: Q-2, RH-2, BM-2.
- Especialidad: Escalas. 
  - Subespecialidad: Rescate en Alturas.

TERCERA COMPAÑÍA "Salvadora y Guardia de la Propiedad"
- Fundada el 30 de julio de 1900.
- Ubicación: David Fuentes #456
- Unidades: B-3, RB-3
- Especialidad: Agua.
  - Subespecialidad: Rescate Vehicular y Emergencias Marítimas.

CUARTA COMPAÑÍA "Umberto Primo"
- Fundada el 7 de julio de 1901.
- Ubicación: Cruz del Sur.
- Unidades: B-4, H-4, X-4, RH-4 (Inactivo).
- Especialidad: Agua.
  - Subespecialidad: Materiales peligrosos.

QUINTA COMPAÑIA "Bomba Chile"
- Fundada el 29 de enero de 1908.
- Ubicación: Villa Independencia/ Denavisur.
- Unidades: RX-5, B-5.
- Especialidad: Agua. 
  - Subespecialidad: Rescate.

SEXTA COMPAÑÍA "Salvadora"
- Fundada el 18 de diciembre de 1911.
- Ubicación: Sector Los Cerros.
  - unidades: RB-6, F-6, Z-6.
- Especialidad: Agua.
  - Subespecialidades: Incendio Forestal, Rescate con Cuerdas, Rescate Vehicular.

SÉPTIMA COMPAÑÍA "Bomba Almirante Calixto Rogers"
- Fundada el 30 de diciembre de 1931.
- Ubicación: Interior Base Naval de Talcahuano.
- Unidades: B-7, F-7, BX-7.
- Especialidad: Agua.
  - Subespecialidad:Incendio forestal , Marítima.

OCTAVA COMPAÑÍA "Bomba Huachipato"
- Fundada el 8 de octubre de 1948
- Ubicación: Sector Las Higueras.
- Unidades: H-8, B-8, F-8.
- Especialidad: Agua.
  - Subespecialidad: Materiales peligrosos, Incendio forestales.

NOVENA COMPAÑÍA "Juan Guillermo Sosa Severino"
- Fundada el 31 de enero de 1954.
- Ubicación: Sector Medio Camino.
- Unidades: B-9, H-9, Z-9.
- Especialidad: Agua.
  - Subespecialidad: Emergencias con hidrocarburos.

UNDÉCIMA COMPAÑÍA "Bomba San Vicente"
- Fundada el 26 de noviembre de 1961.
- Ubicación: Sector San Vicente.
- Unidades: H-11, B-11.
- Especialidad: Agua.
  - Subespecialidad: Emergencias Marítimas, Materiales peligrosos.